# Gbatongouin
Gbatongouin est une localité de l'ouest de la Côte d'Ivoire, et appartenant au département de Man, Région des Dix-Huit Montagnes. La localité de Gbatongouin est un chef-lieu de commune.